# República Socialista Soviética Autônoma de Basquir
A República Socialista Soviética Autônoma de Basquir ( em basquir:  Башҡорт Автономиялы Совет Социалистик Республикаhы  ; em russo:  Башкирская Автономная Советская Социалистическая Республика   , Bashkirskaya Avtonomnaya Sovetskaya Sotsialisticheskaya Respublika ); também historicamente conhecida como Basquir Soviética ou simplesmente Basquir era uma República Socialista Soviética Autônoma dentro da RSFS Russa . Atualmente é conhecido como República do Bascortostão .

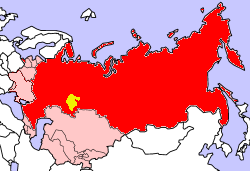
R.S.S.A. de Basquir (em amarelo), R.S.F.S. da Rússia (em vermalho) e outras R.S.S. da União Soviética (em rosa).

A RSSA de Basquir foi a primeira República Socialista Soviética Autônoma na RSFS da Rússia.

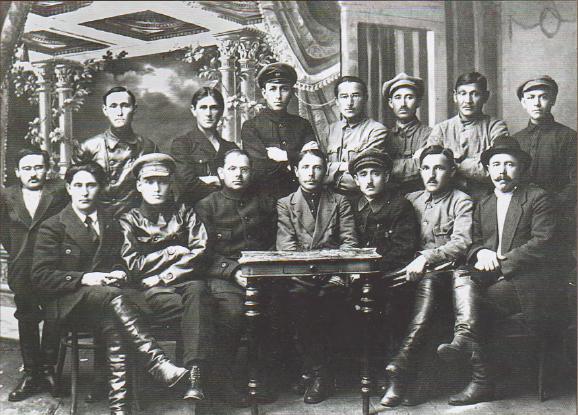
Membros do governo de Basquir, 20 de junho de 1920

A república ocupava uma área de 143 600 km2 no extremo sudeste da Rússia europeia, limitado a leste pelos Montes Urais e a setenta quilômetros da fronteira com o Cazaquistão em seu ponto mais meridional. A região foi colonizada por nômades da estepe, os turcos basquirs, durante a dominação do século XIII pela Horda de Ouro . Os russos chegaram em meados do século XVI, fundando a cidade de Ufa, hoje capital da república. Numerosos levantes locais eclodiram em oposição ao assentamento de maiores populações russas nos séculos que se seguiram. Os basquirs finalmente desistiram da vida nômade no século XIX, adotando o estilo de vida agrícola que continua sendo seu principal meio de sustento. A estrutura social tradicional baseada no clã praticamente desapareceu. As religiões predominantes da população basquir são o islamismo, que é observado pela maioria, e a ortodoxia russa . Por ter sido um importante campo de batalha da Guerra Civil Russa, a República de Basquir foi a primeira região étnica a ser designada uma república autônoma da Rússia sob o novo governo comunista em 1919. A república declarou sua soberania dentro da União Soviética em 11 de outubro de 1990 como República Socialista Soviética de Basquir e em 1992 declarou independência total. Dois anos depois, o Bascortostão concordou em permanecer dentro do quadro legislativo da Federação Russa, desde que fossem acordadas áreas de competência mútua.

A república possui ricos recursos minerais, especialmente petróleo, gás natural, minério de ferro, manganês, cobre, sal e pedra para construção. O governo soviético construiu uma variedade de indústrias pesadas nessa base de recursos. As ocupações tradicionais de Basquir na pecuária e apicultura continuam sendo atividades econômicas importantes.